# Jean Butler
Jean Butler, född 14 mars 1971 i Mineola, New York, är en amerikansk dansare, koreograf och skådespelare. Hon är mest känd som den kvinnliga solodansaren i Riverdance.
Butler har irländskt påbrå och började dansa irländsk folkdans vid nio års ålder. Hon har vunnit ett flertal placeringar i regionala, nationella och internationella danstävlingar. Butler har turnerat med olika irländska folkmusikband, däribland The Chieftains.
Jean Butler har en examen i drama vid University of Birmingham och en examen i modern dans vid University of Limerick.